# Jerzy Kraska
Jerzy Adam Kraska, né le 24 décembre 1951 à Płock, est un footballeur polonais. Il occupait le poste de milieu de terrain.

## Biographie

### Les années fastes au Gwardia Varsovie
Jerzy Kraska commence sa carrière au Mazovia Płock, dans sa ville de naissance. En 1969, il rejoint le Gwardia Varsovie. Dans la capitale, il devient un joueur clé de l'équipe. Il intègre l'équipe nationale en 1972, jouant son premier match le 16 avril contre la Bulgarie, puis devient le plus jeune footballeur champion olympique polonais la même année, après avoir disputé six matches sur sept lors de ce tournoi, dont la finale contre la Hongrie. Jusqu'en 1973, il dispute treize matches internationaux (dont sept comptés officiellement par la FIFA), mais doit mettre un terme à sa carrière en sélection à seulement vingt-deux ans, à cause de blessures répétées au genou. Un an plus tard, il est mis à l'essai par le Fortuna Düsseldorf, club allemand, mais doit renoncer à s'engager, toujours gêné par son genou, qui l'empêche de retrouver son niveau, et l'oblige à passer à côté d'une belle carrière en Europe. En 1974, il atteint la finale de la coupe nationale, perdue deux buts à zéro contre le Ruch Chorzów. En quatorze années de bons et loyaux services, il joue plus de cent-cinquante matches de première division, et trois éditions de coupes européennes.

### La fin de carrière
En 1983, Kraska signe comme Wojciech Rudy au KuPS Kuopio, qui est alors le plus régulier des clubs de Finlande. En trois saisons, il joue à chaque fois le milieu de tableau. Sur le départ en janvier 1986, il retourne au Gwardia, et y finit sa carrière six mois plus tard, terminant sur une onzième place en deuxième division.

### Reconversion
Jerzy Kraska essaye alors de passer ses diplômes d'entraîneur. Il est appelé en 1993 par le Legia Varsovie, qui lui demande de diriger l'équipe réserve. Il y reste six mois, avant de revenir treize ans plus tard pour un même bail.

## Palmarès
- Vainqueur des Jeux olympiques : 1972
- Finaliste de la Coupe de Pologne : 1974